# Тармахино
Тармахино — деревня в Печорском районе Псковской области России. Входит в состав сельского поселения «Паниковская волость».
Расположена у автодороги Псков — Изборск — Шумилкино (А212 или E 77), в 18 к югу от центра города Печоры и в 2 км к югу от волостного центра, деревни Паниковичи.

## Население
Численность населения деревни составляет 12 жителей (2000 год).
| 2001 | 2002 | 2010 |
| ---- | ---- | ---- |
| 12   | ↘10  | ↘6   |

## Топографические карты
- O-35-080-c Масштаб: в 1 км 500 м Госгисцентр